# Elfriede Huber-Abrahamowicz
Elfriede Huber-Abrahamowicz (* 19. Dezember 1922 in Wien; † 15. Juli 2001 in Zürich) war eine österreichisch-schweizerische Schriftstellerin, die Gedichte, Erzählungen, Romane und philosophische Abhandlungen veröffentlichte. Sie war verheiratet mit dem Schweizer Philosophen und Universitätsprofessor Gerhard Huber.

## Leben
Elfriede Huber-Abrahamowicz wurde am 19. Dezember 1922 in Wien geboren. 1939 emigrierte sie in die Schweiz und studierte in Basel Philosophie, Psychologie und Germanistik und promovierte 1950. 1948 heiratete sie Gerhard Huber und wurde Mutter von zwei Töchtern. Sie arbeitete als Schriftstellerin, Mutter, Hausfrau und Gastdozentin und veröffentlichte Gedichte, Erzählungen, Romane und philosophische Abhandlungen. 1965 wurde sie mit dem Conrad-Ferdinand-Meyer-Preis ausgezeichnet. Sie starb am 15. Juli 2001 in Zürich.

## Preise
1965: Conrad-Ferdinand-Meyer-Preis[1]